# District scolaire de Philadelphie

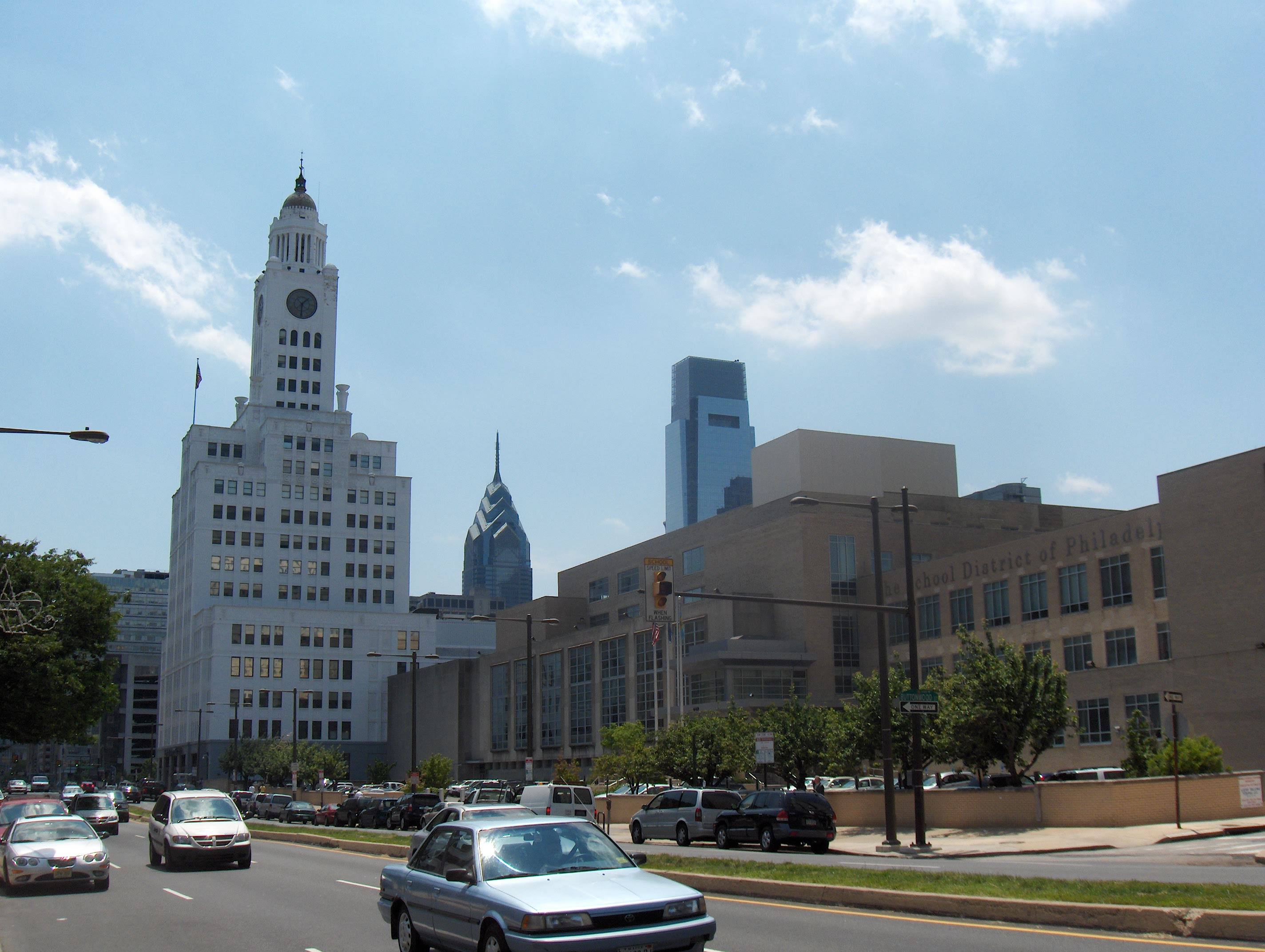
Le School District of Philadelphia Education Center, le siège administratif du district (à droite)

Le District Scolaire de Philadelphie (School District of Philadelphia) est un district scolaire de Pennsylvanie.
Il a son siège, School District of Philadelphia Education Center, et ses écoles à Philadelphie.
En 2005 le district a 210 000 élèves. En 2005 le district a établi cours obligatoires des études afro-américaines pour les élèves de ses lycées.
En 2014 le district a 131 000 élèves. En 2014 le district a eu des problèmes budgétaires. En 2014 le gouverneur de la Pennsylvanie, Tom Corbett, a donné $265 millions au district.

## Écoles

### Lycées
du quartier:

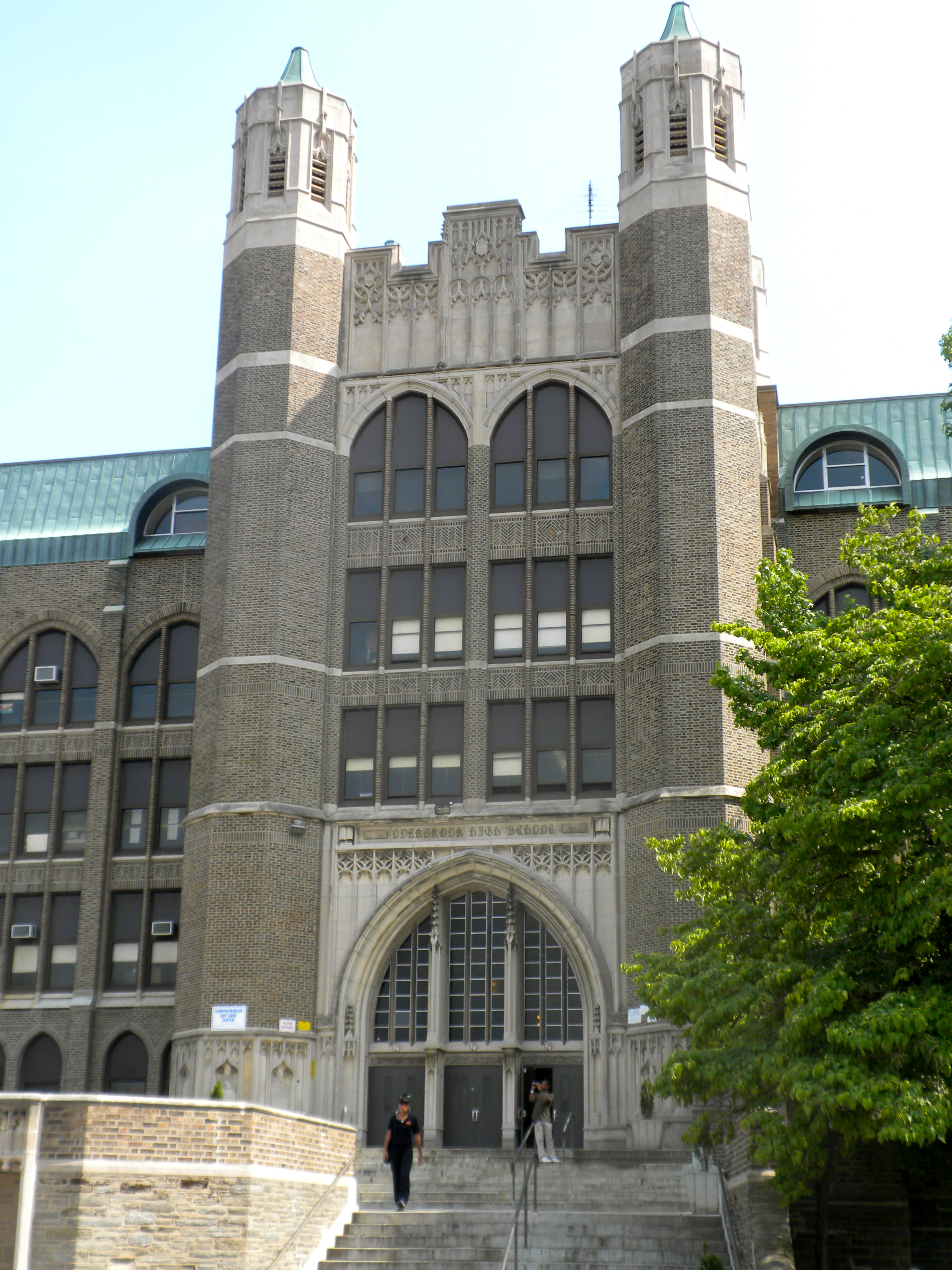
Overbrook High School

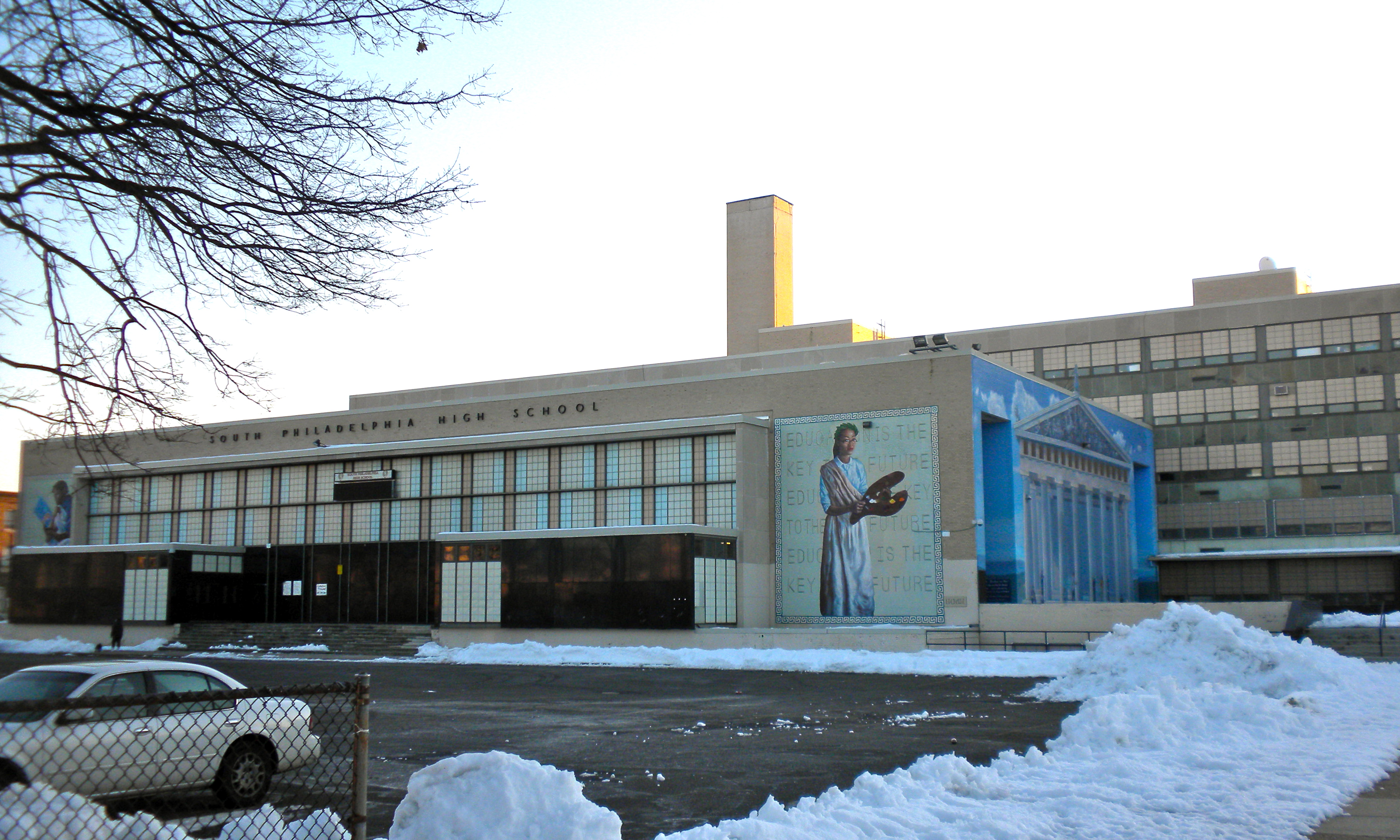
South Philadelphia High School

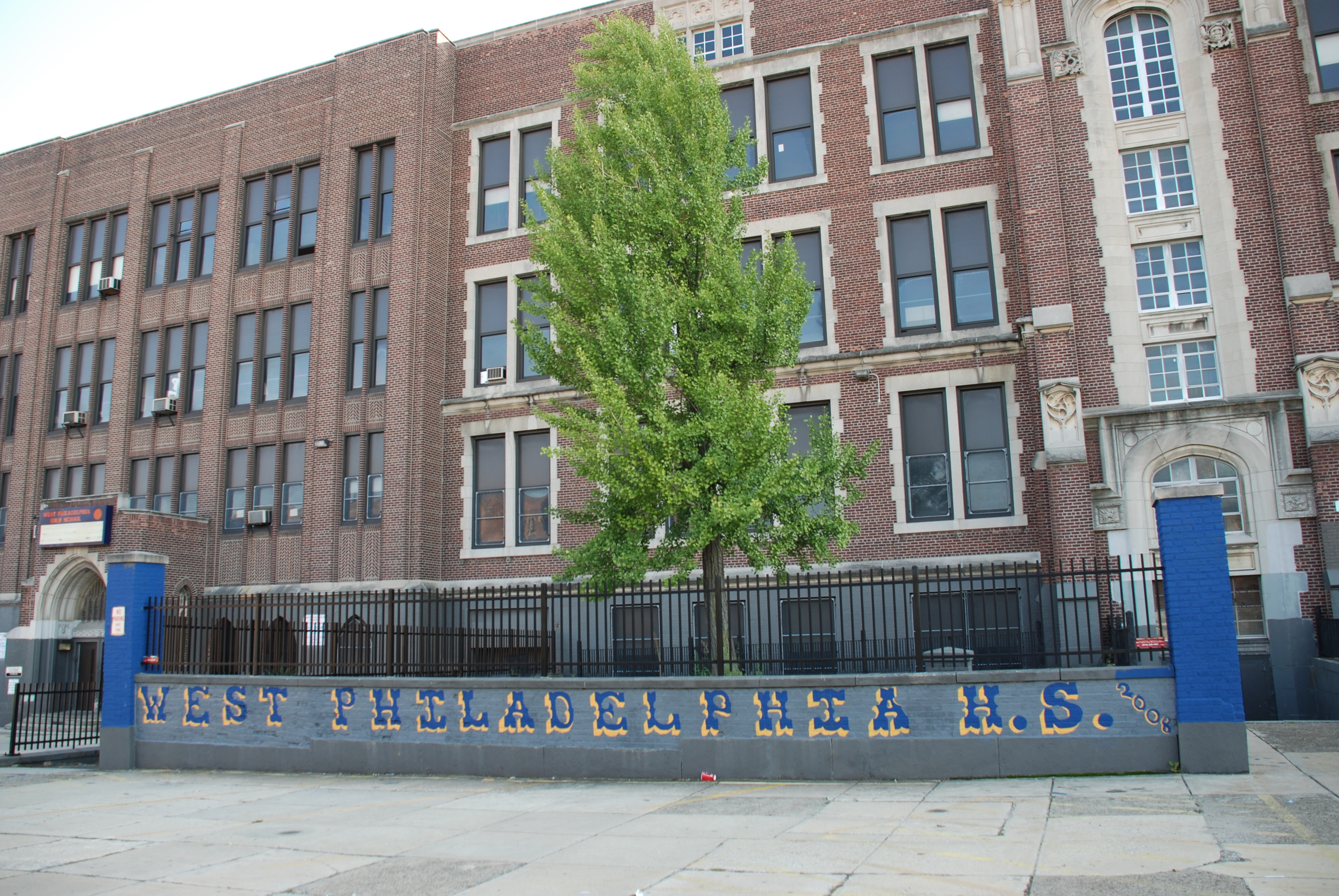
West Philadelphia High School

- Charles Y. Audenried High School (ENle Pain
|EN)
- Edison/Fareira High School (EN)
- Samuel Fels High School
- Frankford High School (EN)
- Benjamin Franklin High School (EN)
- Horace Furness High School (EN)
- Simon Gratz High School (EN)
- Kensington High School Complex
- Martin Luther King High School (EN)
- Abraham Lincoln High School (EN)
- Northeast High School
- Olney High School Educational Complex
- Overbrook High School (EN)
- Roxborough High School (EN)
- William L. Sayre High School (EN)
- South Philadelphia High School (EN)
- Strawberry Mansion High School (EN)
- George Washington High School (EN)
- West Philadelphia High School (EN)

autres:
- Paul Robeson High School for Human Services (EN)
- Academy at Palumbo
- William W. Bodine High School for International Affairs
- CAPA - Philadelphia High School for Creative and Performing Arts (EN)
- Carver High School for Engineering and Science
- Central High School (EN)
- Franklin Learning Center
- Northeast Medical, Engineering, and Aerospace Magnet
- Northwest Parkway High School for Peace and Conflict Resolution
- Parkway Center City High School
- Parkway West High School
- Philadelphia High School for Girls (Philadelphia High School for Girls)
- Science Leadership Academy
- Walter Biddle Saul High School for Agricultural Sciences
- Edward Bok Technical High School
- Communications Technology High School
- Murrell Dobbins Technical High School
- Stephen A. Douglas High School
- High School of the Future
- Lankenau High School
- Jules E. Mastbaum Technical High School
- Motivation High School
- Paul Robeson High School for Human Services